# Тип 94 (автомобиль)
Тип 94 — грузовой автомобиль, применявшийся японской армией во время войны с Китаем и в ходе Второй мировой.

## Предыстория
Трёхосный грузовой автомобиль Тип 94 (оригинальное наименование — «TU-10») разработали на заводе Isuzu в 1933 году в рамках программы императорской армии по спонсированию работ на независимых автомобильных заводах по созданию грузового автомобиля для армии. Первый прототип был продемонстрирован в том же году, а в 1934 Тип 94 был запущен в серийное производство. Кроме собственно Isuzu, автомобиль собирали на заводах Mitsubishi, Sumida и под маркой Chiyoda на Tokyo Gas and Electric Engineering Co.. Несмотря на это обстоятельство, автомобили внешне были неотличимы друг от друга.

## Конструкция
Тип 94 имел открытую двухместную кабину с деревянным бортовым кузовом с тентом. Имелась возможность снять двери и заменить крышу хлопчатобумажным тентом. Запасные колёса размещались в нишах передних крыльев. Сами колёса обладали выпуклыми дисками, шины были литыми или чуть расширенными пневматическими, размером 34 х 6.
В отличие от своих гражданских предшественников, Тип 94 обладал хорошей проходимостью, в том числе и в труднопроходимых джунглях, где он в основном и применялся. Её обеспечивал высокий клиренс, составлявший 280 мм.
Автомобиль мог оснащаться двумя типами двигателей: четырёхцилиндровым дизельным «модель Оцу» или вертикальным шестицилиндровым бензиновым «модель Ко».

## Применение

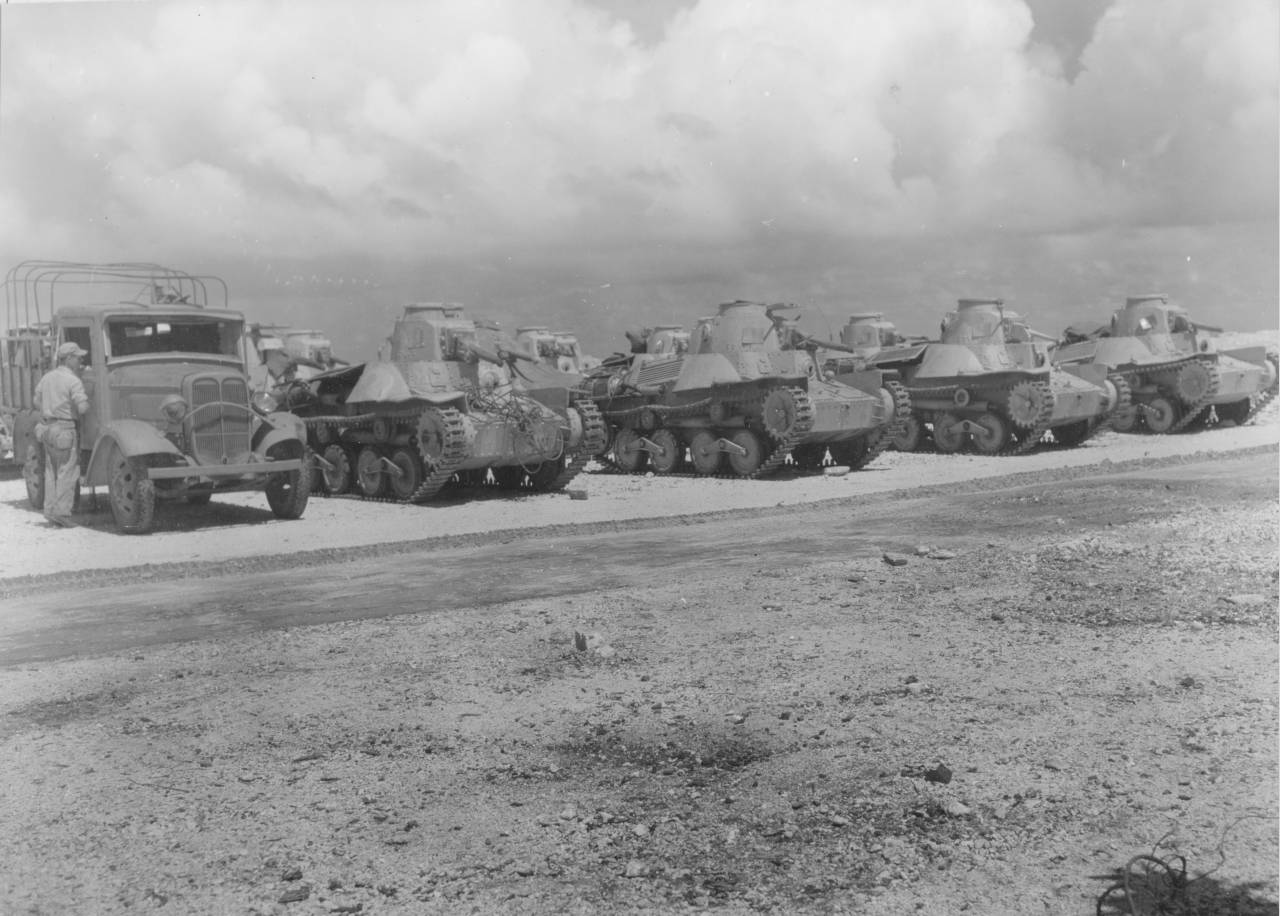
Грузовик Тип 94 (крайний слева) и танки Ха-Го 16-го танкового полка на острове Маркус, 1945 год.

Тип 94 широко применялся во всех военных конфликтах с участием Японии 1930—1940-х года: в войне с Китаем, пограничных конфликтах с СССР и в ходе войны на Тихом океане. Автомобиль выпускался вплоть до капитуляции в 1945 году. Часть переживших войну Тип 94 попала в частные руки.
Как минимум один Тип 94 стал трофеем Красной Армии после боёв у Халхин-Гола в 1939 году и затем проходил исследования в НАТИ. Это была танкоремонтная мастерская на базе Тип 94А с бензиновым двигателем «модель Ко» и главными червячными передачами. Большое количество машин стало трофеями после разгрома Квантунской армии в 1945 году. Практически все они затем были переданы в войска китайских коммунистов.

## Варианты
Кроме стандартных моделей Тип А и тип B, автомобиль выпускался в бескапотной версии с цельнометаллической кабиной и колёсной формулой 4х4. Базовая версия Тип 94 послужила платформой для большого количества специальных машин.
- Тип 94 — санитарная машина.[7]
- Тип 96 — тягач для перевозки зенитных орудий.
- Тип 97 — полевая кухня.[8][9]
- Тип 99 — машина обеззараживания.[10]
- Тип 98 — внешне тот же Тип 94, но обладавший способностью перемещаться также и по железной дороге путём смены колёс[11].
- Тип 98 — наземная автолебёдка для швартовки аэростата артиллерийской разведки.[12]
- Тип 98 — зенитная установка с одним 20-мм зенитным орудием Тип 98. Подобные установки применялись в силах ПВО танковых дивизий.[13]